# 許月湘
許月湘（英語：Vanora Hui Yuet Sheung，1998年8月15日—），香港女演員及模特兒，畢業於香港演藝學院主修戲劇，現屬天下一將士 One Cool Jam Cast。曾參與拍攝過不少MV，於2022年開始參演電視劇及電影，憑《白日之下》入圍第42屆香港電影金像獎最佳新演員。

## 簡歷
許月湘於香港出生，中學就讀天水圍循道衛理中學，大學畢業於香港演藝學院主修戲劇。就學期間曾多次出演MV，WHIZZ《Sorrowful》（與張蔓姿和曾睿彤合作）MV女主角為代表作之一。
許月湘曾於訪問中表示不顧家人反對，放棄未來穩定職業發展，於大學會計課程肆業，轉到演藝學院修讀表演課程。於演藝學院在學期間，參與了電視劇《那年盛夏我們綻放如花》及電影《深宵閃避球》拍攝。2024年憑電影《白日之下》入圍第42屆香港電影金像獎最佳新演員。

## 演出作品

### 電視節目（ViuTV）
- 2023年：《One Day 約會實況》第3集約會嘉賓
- 2023年：《無限試煉場》主持
- 2024年：《準時開飯》第294集嘉賓
- 2024年：《我想身體健康》第47集嘉賓

### 電視劇（ViuTV）
- 2023年：《那年盛夏我們綻放如花》 飾 區家純
- 2025年：《哪一天我們會紅》 飾 阿喵.
- 2025年：《翻盤下半場》 飾 Shawn女朋友

### 電視劇（港台電視）
- 2022年：《出發2022—手錶》 飾 蔣圓圓
- 2025年：《獅子山下2024》─ 〈1705〉 飾 余韻頤

### 電影
- 2021年：《微妙關係——友達以上、戀人未滿篇》 飾 阿湘[9][10]
- 2022年：《深宵閃避球》 飾 陳海寧
- 2023年：《白日之下》 飾 Jess
- 2025年：《祥賭必贏》 飾 文菁（少女）
- 2025年：《淺淺歲月》 飾 沈凱琳

### 舞台劇
- 2018年《幸福在東鐵路上》[11]
- 2022年《無病呻吟》[12][13]

### 微電影
- 2024年《夏日最美的寶麗來相片》[14]

### 短片
- 2023年：《未能接通》

### MV
2020年
- 陳健安 - 惡夢經
- Supper Moment - 用呼吸栽種最豔美的花

2021年
- WHIZZ - Sorrowful
- telvanni26 - apparition (feat. Coey Young)
- 方皓玟 - 你好嗎
- 姚焯菲 - 原來談戀愛是這麼一回事
- 李幸倪 - IDK
- 葉巧琳 - 難道我還未夠難

2022年
- 羅凱鈴 - 且行且珍惜
- 許廷鏗 - 沒有人可以為你的幸福負責
- RubberBand - 這刻我們
- 柳應廷 - 離別的規矩、自毀的程序、坐看雲起時

2023年
- WHIZZ - 愚笨的事
- per se - 我們的故事未完…待續
- Vũ. x Dear Jane - Những Lời Hứa Bỏ Quên

2024年
- 陳詠桐 - 日光
- 陳健安 - 戀愛腦之死
- per se - 記憶之流 flow of you

## 獎項

### 電影
| 年份   | 頒獎典禮             | 獎項       | 作品     | 結果 |
| ------ | -------------------- | ---------- | -------- | ---- |
| 2024年 | 第42屆香港電影金像獎 | 最佳新演員 | 白日之下 | 提名 |